# 3. etape af PostNord Danmark Rundt 2022
3. etape af PostNord Danmark Rundt 2022 var en 239,3 km lang flad etape med 1429 højdemeter, som blev kørt den 18. august 2022 med start i Otterup og mål i Herning. Den blev betragtet som én af løbets to kongeetaper, da det var løbets længste, og rytterne blandt andet skulle ud på samlet 18,2 km grusvej.
For anden gang i løbet vandt Team Jumbo-Vismas sprinter Olav Kooij en etape efter en massespurt, og overtog samtidig løbets pointtrøje. Holdkammeraten Christophe Laporte kom ind på andenpladsen, mens danske Magnus Cort (EF Education-EasyPost) tog sig af tredjepladsen.

## Ruten
Efter starten i Otterup blev der kørt direkte mod vest tværs over Fyn, hvor rytterne skulle igennem Søndersø, Morud og Middelfart, inden de skulle til Jylland via Den gamle Lillebæltsbro. Fra broen gik ruten nordvest til Egtved, Tørskind, Give, Brande og Hammerum. Inden de tre afsluttende omgange i Herning, skulle der i alt passeres ti grussektioner.

## Resultater

### Etaperesultat
| \| Etaperesultat \| Etaperesultat \| Etaperesultat \| Etaperesultat \| Etaperesultat \| \| Rytter \| Rytter \| Hold \| Tid \| \| \| ------------- \| --------------------- \| ------------------------- \| ------------- \| ------------- \| \| 1. \| Olav Kooij \| Jumbo-Visma \| 5t 18' 45" \| \| \| 2. \| Christophe Laporte \| Jumbo-Visma \| + 0" \| \| \| 3. \| Magnus Cort \| EF Education-EasyPost \| + 0" \| \| \| 4. \| Jhonatan Narváez \| Ineos Grenadiers \| + 0" \| \| \| 5. \| Jasper Stuyven \| Trek-Segafredo \| + 0" \| \| \| 6. \| Jasper Philipsen \| Alpecin-Deceuninck \| + 0" \| \| \| 7. \| Timothy Dupont \| Bingoal Pauwels Sauces WB \| + 0" \| \| \| 8. \| Arvid de Kleijn \| Human Powered Health \| + 0" \| \| \| 9. \| Andreas Stokbro \| Team Coop \| + 0" \| \| \| 10. \| Stanisław Aniołkowski \| Bingoal Pauwels Sauces WB \| + 0" \| \| |                       |                           |            |
| |                       |                           |            |
| Kilde: ProCyclingStats |                       |                           |            |
| Etaperesultat |                       |                           |            |
| Rytter | Rytter                | Hold                      | Tid        |
| 1. | Olav Kooij            | Jumbo-Visma               | 5t 18' 45" |
| 2. | Christophe Laporte    | Jumbo-Visma               | + 0"       |
| 3. | Magnus Cort           | EF Education-EasyPost     | + 0"       |
| 4. | Jhonatan Narváez      | Ineos Grenadiers          | + 0"       |
| 5. | Jasper Stuyven        | Trek-Segafredo            | + 0"       |
| 6. | Jasper Philipsen      | Alpecin-Deceuninck        | + 0"       |
| 7. | Timothy Dupont        | Bingoal Pauwels Sauces WB | + 0"       |
| 8. | Arvid de Kleijn       | Human Powered Health      | + 0"       |
| 9. | Andreas Stokbro       | Team Coop                 | + 0"       |
| 10. | Stanisław Aniołkowski | Bingoal Pauwels Sauces WB | + 0"       |

### Klassement efter etapen
| \| Samlede stilling \| Samlede stilling \| Samlede stilling \| Samlede stilling \| Samlede stilling \| \| Rytter \| Rytter \| Hold \| Tid \| \| \| ---------------- \| -------------------- \| ---------------------- \| ---------------- \| ---------------- \| \| 1. \| Magnus Sheffield \| Ineos Grenadiers \| 10t 31' 40" \| \| \| 2. \| Christophe Laporte \| Jumbo-Visma \| + 0" \| \| \| 3. \| Mattias Skjelmose \| Trek-Segafredo \| + 3" \| \| \| 4. \| Geraint Thomas \| Ineos Grenadiers \| + 15" \| \| \| 5. \| Søren Kragh Andersen \| Team DSM \| + 15" \| \| \| 6. \| Magnus Cort \| EF Education-EasyPost \| + 16" \| \| \| 7. \| Josef Černý \| Quick-Step Alpha Vinyl \| + 24" \| \| \| 8. \| Jasper Stuyven \| Trek-Segafredo \| + 24" \| \| \| 9. \| Lasse Norman Leth \| Uno-X Pro Cycling Team \| + 25" \| \| \| 10. \| Casper Pedersen \| Team DSM \| + 29" \| \| |                      |                        |             |
| |                      |                        |             |
| Kilde: ProCyclingStats |                      |                        |             |
| Samlede stilling |                      |                        |             |
| Rytter | Rytter               | Hold                   | Tid         |
| 1. | Magnus Sheffield     | Ineos Grenadiers       | 10t 31' 40" |
| 2. | Christophe Laporte   | Jumbo-Visma            | + 0"        |
| 3. | Mattias Skjelmose    | Trek-Segafredo         | + 3"        |
| 4. | Geraint Thomas       | Ineos Grenadiers       | + 15"       |
| 5. | Søren Kragh Andersen | Team DSM               | + 15"       |
| 6. | Magnus Cort          | EF Education-EasyPost  | + 16"       |
| 7. | Josef Černý          | Quick-Step Alpha Vinyl | + 24"       |
| 8. | Jasper Stuyven       | Trek-Segafredo         | + 24"       |
| 9. | Lasse Norman Leth    | Uno-X Pro Cycling Team | + 25"       |
| 10. | Casper Pedersen      | Team DSM               | + 29"       |

#### Pointkonkurrencen
| Pointkonkurrence | Pointkonkurrence   | Pointkonkurrence          | Pointkonkurrence | Pointkonkurrence |
| Rytter           | Rytter             | Hold                      | Point            |                  |
| ---------------- | ------------------ | ------------------------- | ---------------- | ---------------- |
| 1.               | Olav Kooij         | Jumbo-Visma               | 30 point         |                  |
| 2.               | Magnus Cort        | EF Education-EasyPost     | 26 point         |                  |
| 3.               | Christophe Laporte | Jumbo-Visma               | 22 point         |                  |
| 4.               | Jasper Stuyven     | Trek-Segafredo            | 19 point         |                  |
| 5.               | Jasper Philipsen   | Alpecin-Deceuninck        | 19 point         |                  |
| 6.               | Magnus Sheffield   | Ineos Grenadiers          | 18 point         |                  |
| 7.               | Adrian Banaszek    | HRE Mazowsze Serce Polski | 18 point         |                  |
| 8.               | Timothy Dupont     | Bingoal Pauwels Sauces WB | 16 point         |                  |
| 9.               | Arvid de Kleijn    | Human Powered Health      | 13 point         |                  |
| 10.              | Mattias Skjelmose  | Trek-Segafredo            | 12 point         |                  |

#### Bakkekonkurrencen
| Bjergkonkurrence | Bjergkonkurrence           | Bjergkonkurrence         | Bjergkonkurrence | Bjergkonkurrence |
| Rytter           | Rytter                     | Hold                     | Point            |                  |
| ---------------- | -------------------------- | ------------------------ | ---------------- | ---------------- |
| 1.               | Rasmus Bøgh Wallin         | Restaurant Suri-Carl Ras | 44 point         |                  |
| 2.               | Frederik Irgens Jensen     | BHS-PL Beton Bornholm    | 12 point         |                  |
| 3.               | Nicklas Amdi Pedersen      | Danmark                  | 12 point         |                  |
| 4.               | Jeppe Aaskov Pallesen      | ColoQuick                | 8 point          |                  |
| 5.               | Sebastian Nielsen          | Restaurant Suri-Carl Ras | 8 point          |                  |
| 6.               | Oliver Knudsen             | Restaurant Suri-Carl Ras | 4 point          |                  |
| 7.               | Filippo Ridolfo            | Team Novo Nordisk        | 4 point          |                  |
| 8.               | Mads Østergaard Kristensen | ColoQuick                | 4 point          |                  |

#### Bedste unge rytter
| Ungdomskonkurrence | Ungdomskonkurrence | Ungdomskonkurrence | Ungdomskonkurrence | Ungdomskonkurrence |
| Rytter             | Rytter             | Hold               | Tid                |                    |
| ------------------ | ------------------ | ------------------ | ------------------ | ------------------ |
| 1.                 | Magnus Sheffield   | Ineos Grenadiers   | 5t 18' 45"         |                    |
| 2.                 | Mattias Skjelmose  | Trek-Segafredo     | + 3"               |                    |
| 3.                 | Mick van Dijke     | Jumbo-Visma        | + 30"              |                    |

#### Holdkonkurrencen
| Holdkonkurrence | Holdkonkurrence  | Holdkonkurrence | Holdkonkurrence |
| Hold            | Hold             | Tid             |                 |
| --------------- | ---------------- | --------------- | --------------- |
| 1.              | Jumbo-Visma      | 31t 36' 03"     |                 |
| 2.              | Ineos Grenadiers | + 17"           |                 |
| 3.              | Trek-Segafredo   | + 19"           |                 |

## Udgåede ryttere
- Péter Kusztor (Team Novo Nordisk)
- Håkon Aalrust (Team Coop) – udgået efter styrt
- Johan Price-Pejtersen (Danmark)
- Daniel Arroyave (EF Education-EasyPost)
- Floris De Tier (Alpecin-Deceuninck)